# المدرسة الشامية الكبرى
المدرسة الشاميةأو مدرسة الست الشامية أو المدرسة الحسامية هي مدرسة أمرت ببناءها «الخاتون» بنت «نجم الدين أيوب» أخت «صلاح الدين» المتوفاة عام "1219"م، والتي دفنت فيها مع أبنها وزوجها «ناصر الدين محمد بن أسد شركوه».

## موقعها
تقع في حي ساروجه في دمشق على زاوية الطريق المنطلق من شارع الثورة إلى جسر «فيكتوريا».

## تاريخها
حظيت هذه المدرسة بشهرة كبيرة في بلاد الشام فهي من أكبر مدارس الفقه.
وكانت تشهد إقامة حفلات رسمية يحضرها العلماء والأمراء، وتعد من أكثر المدارس أوقافاً ومن أوقافها: الوقف السلطاني وهو قدر 300 فدان...
وحتى تضمن الخاتون استمرار ما أوقفته على المدرسة البرانية دون أن يتعدى عليه أحد أشهدت قاضي القضاة زكي الدين وأربعين عدلاً من أعيان دمشق على ذلك، وهكذا استمرت المدرسة حتى العصر المملوكي كقبلة المدارس في دمشق.
أول من درّس فيها تقي الدين بن الصلاح ثم شمس الدين الأعرج ثم شمس الدين المقدسي وغيرهم.
وكان شرطها أن لا يجمع المدرس بينها وبين غيرها من المدارس.

## وصف المدرسة
للمدرسة صحن واسع مستطيل الشكل تتوسطه يركة حجرية ويتقدم حرمها رواق له أقواس ترتكز على دعائم حجرية ويرتفع في الزاوية الشرقية مئذنة حجرية أيوبية ضخمة خالية من العناصر التزينية، وتعلو المئذنة شرفة خشبية مربعة أخذت شكل الجذع، وتغطيها مظلة خشبية أخذت شكل الشرفة متوجة بذروة بصلية الشكل ورمح وأربع تفاحات وهلال مغلق.
وفي غرفة الأضرحة الثلاثة التي تتضمن في القبر الأول رفات الخاتون ست الشام وابنها حسام الدين الذي استشهد في معركة حطين، القبر الثاني رفات زوجها وابن عمها ناصر الدين شيركوه، القبر الثالث لأخيها الأكبر شمس الدولة تورانشاه الذي توفي في الإسكندرية ودفن في قصره وبعد سنتين نقلته ست الشام ودفنته في تربتها.

## المدرسة حاليا
يستعمل بنائها حالياً كمسجد يعرف باسم «جامع الست الشامية», وتجد على اللوحة الجدارية التاريخية الموجودة عند باب المدرسة:
| المدرسة الشامية الكبرى | أنشأتها ست الشام فاطمة خاتون بنت أيوب أخت صلاح الدين سنة 582ه ودفنت فيها سنة 616ه وقبرها هو الشمالي من القبور الثلاثة | المدرسة الشامية الكبرى |